# Kabinett Paksas II

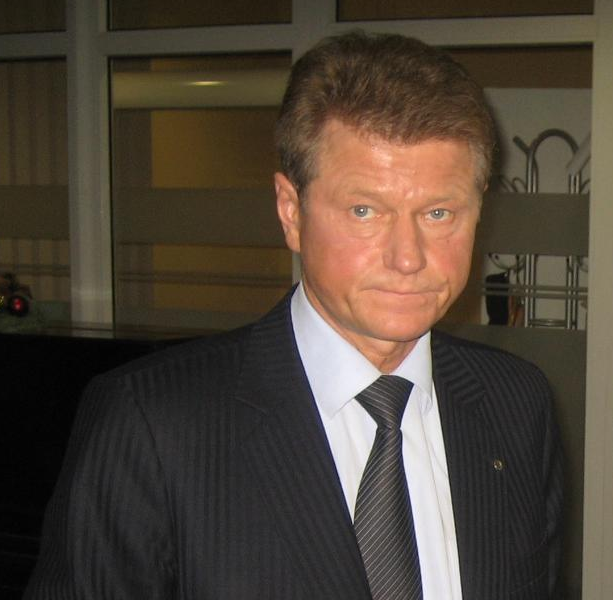
Rolandas Paksas

Das Kabinett Paksas II war die elfte litauische Regierung seit 1990. Sie wurde nach der Parlamentswahl in Litauen 2000 gebildet. Die Koalitionspartner waren Lietuvos liberalų sąjunga (LLS) und Naujoji sąjunga (NS). Rolandas Paksas (* 1956) wurde vom Präsidenten am 27. Oktober 2000 bestätigt. Die Vereidigung fand danach im Seimas statt.

## Zusammensetzung
| Position                 | Person                    | Partei | Zeit         | Zeit |
| Position                 | Person                    | Partei | von          | bis  |
| ------------------------ | ------------------------- | ------ | ------------ | ---- |
| Premier                  | Rolandas Paksas           | LLS    | 2000         | 2001 |
| Premier                  | Eugenijus Gentvilas       | LLS    | 2000         | 2001 |
| Bildung und Wissenschaft | Algirdas Monkevičius      | NS     | 2000         | 2001 |
| Finanzen                 | Jonas Lionginas           | -      | 2000         | 2001 |
| Wirtschaft               | Eugenijus Maldeikis       | LLS    | 2000         | 2001 |
| Wirtschaft               | Eugenijus Gentvilas       | LLS    | 2001         | 2001 |
| Verkehr                  | Gintaras Striaukas        | LLS    | 2000         | 2001 |
| Verkehr                  | Dailis Barakauskas        | LLS    | 2001         | 2001 |
| Kultur                   | Gintautas Kėvišas         |        | 2000         | 2001 |
| Verteidigung             | Linas Antanas Linkevičius | NS     | 2000         | 2001 |
| Soziales und Arbeit      | Vilija Blinkevičiūtė      | NS     | 2000         | 2001 |
| Landwirtschaft           | Kęstutis Kristinaitis     |        | 2000         | 2001 |
| Innen                    | Vytautas Markevičius      |        | 2000         | 2001 |
| Äußeres                  | Antanas Valionis          | NS     | 2000         | 2001 |
| Justiz                   | Gintautas Bartkus         | -      | 2000         | 2001 |
| Umwelt                   | Henrikas Žukauskas        |        | 2000         | 2001 |
| Gesundheit               | Vinsas Janušonis          |        | 2000         | 2001 |
| Gesundheit               | Konstantinas Dobrovolskis |        | 15. Mai 2001 | 2001 |